# 羅世
羅世（韓語：나세，1319年—1397年），高麗末期及朝鮮王朝初期的將領，他是元朝的漢人，後移居高麗，成為高麗的一位軍人。1362年，羅世與其他將領擊退紅巾軍，錄功為二等，累轉版圖判書，為喬桐萬戶。倭寇入侵，羅世逃回，恭愍王大怒，命令囚禁於巡衛府。禑王在位初期，擔任全羅道上元帥兼都安撫使。
1376年，倭寇五十餘艘船在熊淵登陸，過境狄峴，侵犯扶寧縣。又毀壞東津橋，使高麗的官軍無法進兵。羅世與邊安烈、趙思敏等人趁夜築造橋樑，分兵攻擊倭寇。倭寇步騎千餘人登上幸安山，官軍四面圍攻，倭寇大敗潰散。羅世因功，判開城事。1377年，當時倭寇入侵江華島，羅世自請出兵。禑王許之，派他與趙思敏、李元桂、康永、朴壽年等人前去擊退。倭寇五十餘船攻擊江華島，殺死府使金仁貴，俘虜千餘人，又侵犯水原。羅世與元帥楊伯淵率領戰艦五十艘將之擊退。倭寇又攻擊信州、文化、安岳、鳳州，羅世與沈德符、梁伯益、朴普老等人擊退之，羅世被封為延安君，擔任海道元帥。1378年，倭寇攻打延安府，羅世與金海君金庾以戰艦五十餘攻擊，又與金庾在龍岡縣木串浦俘殺倭寇。1397年，任命他為都追捕使。1380年，倭寇500艘戰船登陸鎮浦，燒殺搶劫，無惡不作。羅世與沈德符、崔茂宣等率高丽军队使用火器猛烈射击，击沉了大量倭寇戰船，全殲倭寇。這也是高麗王朝對倭寇最大規模的一場戰鬥。羅世等人遣鎮撫獻捷，禑王大喜，賜鎮撫銀各五十兩，百官稱賀。羅世班師歸朝之後，大擺筵席慶祝，拜其為門下評理。倭寇入侵丑山島，禑王派羅世出征。羅世沒有立即出兵，禑王大怒，將其囚禁在廣州監獄裡，後來將他釋放。
朝鮮王朝建立後，朝鮮太祖於1393年任命他為兵船助戰節制使、親軍衛、參贊門下府事。